# Maria Leopoldine von Österreich-Este

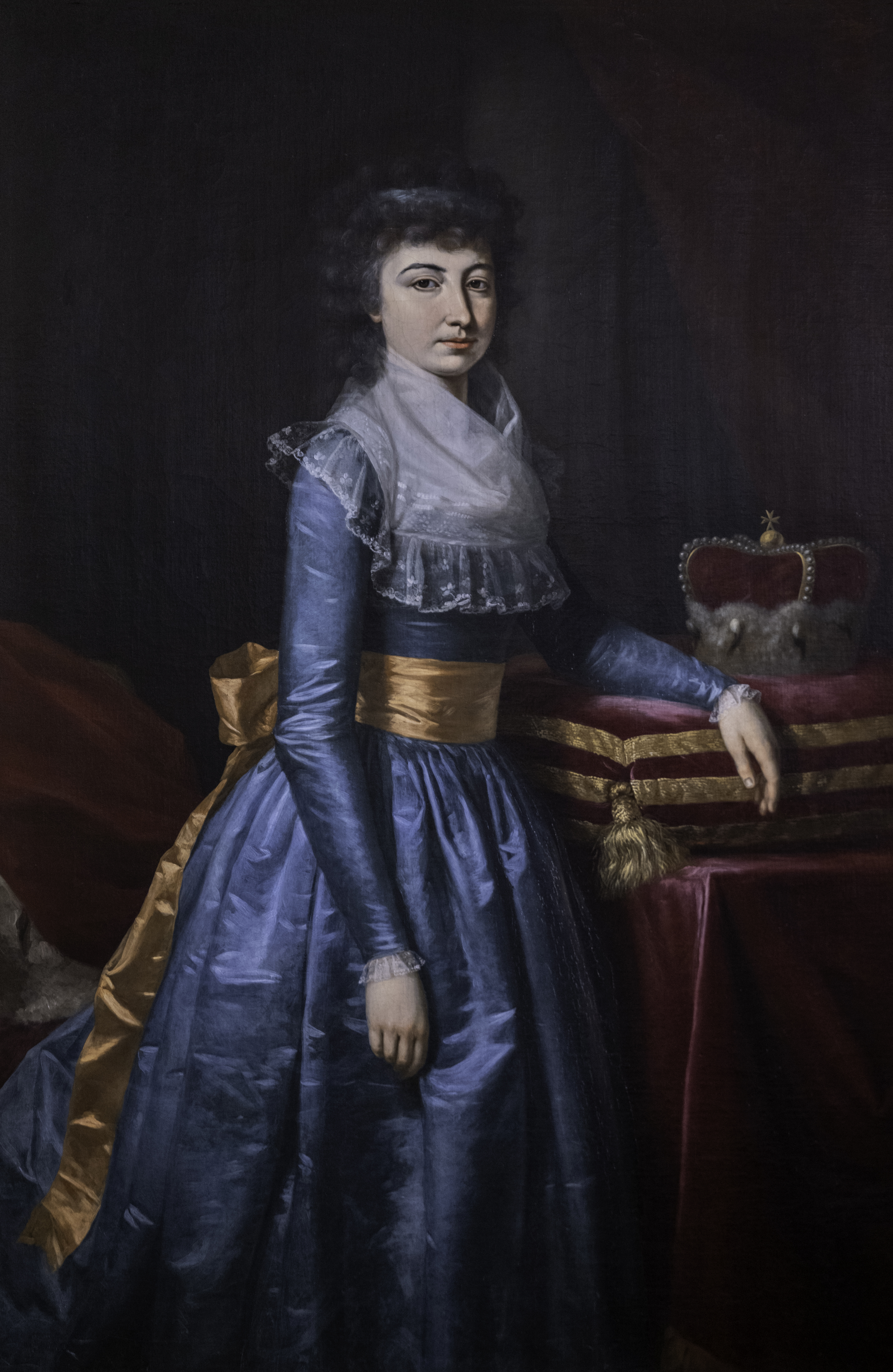
Maria Leopoldine von Österreich-Este

Maria Leopoldine von Österreich-Este (* 10. Dezember 1776 in Mailand; † 23. Juni 1848 bei Wasserburg in Bayern) war Erzherzogin von Österreich-Este und von 1795 bis 1799 Kurfürstin von Bayern.
Maria Leopoldine wuchs als Kind des Erzherzogspaares Ferdinand Karl von Österreich und Maria Beatrice d’Este in Mailand auf. 1795 wurde sie mit Kurfürst Karl Theodor von Pfalz-Bayern verheiratet. Die Ehe blieb kinderlos, so dass 1799 beim Tod Karl Theodors die pfalz-bayerische Kurfürstenwürde an die wittelsbachische Nebenlinie Pfalz-Zweibrücken überging.

## Kindheit und Familie

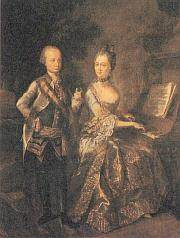
Ferdinand Karl und Maria Beatrice von Österreich-Este

Erzherzogin Maria Leopoldine Anna Josephine Johanna kam am 10. Dezember 1776 als drittes Kind von Erzherzog Ferdinand Karl von Österreich und Maria Beatrice d’Este in Mailand zur Welt. Ferdinand, der dritte überlebende Sohn der Kaiserin Maria Theresia von Österreich, war von seiner Mutter dazu bestimmt worden, Maria Beatrix, die reiche Erbin der Herzogtümer Modena und Reggio väterlicherseits und Massa und Carrara mütterlicherseits, zu heiraten. Maria Theresia hatte diese dynastische Verbindung bereits 1750 mit dem Großvater der Braut, Herzog Franz III. von Modena, in einem Heirats- und Sukzessionsvertrag vereinbart. Die Eheschließung, durch die die spätere Linie Österreich-Este begründet wurde, fand 1771 in Mailand statt. Der dort anwesende 15-jährige Wolfgang Amadeus Mozart komponierte dafür das musikalische Singspiel Ascanio in Alba.
Der Ehe entsprossen neun Kinder: Die älteste Tochter Maria Theresia heiratete 1789 Prinz Viktor Emanuel von Savoyen (1759–1824), den späteren König Victor Emanuel König von Sardinien-Piemont, der älteste Sohn Joseph Franz (1775–1776) und die dritte Tochter Maria Antonia (1784–1786) verstarben im Kleinkindalter. Auf die drittgeborene Maria Leopoldine folgte Franz, der von 1814 bis 1846 als Franz IV. Herzog von Modena und Reggio war. Ferdinand schlug die Militärlaufbahn ein und wurde österreichischer Feldmarschall, erhielt 1816 das Generalkommando in Ungarn und 1830 das General- und Zivilgouvernement in Galizien. Maximilian war ein berühmter Fachmann für Artillerie und Festungswesen sowie Hochmeister des Deutschen Ordens. Karl Ambrosius wurde 1808 zum Erzbischof von Gran und Primas von Ungarn berufen. Die jüngste Tochter Maria Ludovika wurde 1808 die dritte Gemahlin Kaiser Franz I. von Österreich. 1780 wurde Ferdinand Statthalter der Lombardei. Da sein politischer Handlungsspielraum durch seinen Bruder Kaiser Joseph II. eingeschränkt war, entfaltete er nachhaltige Wirksamkeit im kulturellen und sozialen Bereich. Napoleons Einmarsch in Mailand im Jahre 1796 zwang ihn zur Flucht mit seiner Familie ins Exil nach Wien.

## Eheschließung mit Kurfürst Karl Theodor von Pfalz-Bayern

Kurfürst Karl Theodor von Bayern

Noch vor der Flucht aus Oberitalien hatte Ferdinand seine 18-jährige Tochter Maria Leopoldine mit dem pfalz-bayerischen Kurfürsten Karl Theodor von Pfalz-Bayern verheiratet. Der seit 1742 in Mannheim regierende Pfälzer Kurfürst hatte als Erbe des bayerischen Kurfürsten Max III. Joseph nach dessen Tod Ende 1777 alle wittelsbachischen Linien zum Kurfürstentum Pfalz-Bayern vereint, mit Ausnahme des kleinen Herzogtums Pfalz-Zweibrücken-Birkenfeld, wo sich noch eine Wittelsbacher Nebenlinie hielt. Da die Wittelsbacher Hausverträge des 18. Jahrhunderts den Herrschaftssitz des vereinten Kurfürstentums in München vorschrieben, musste Karl Theodor seine Residenz Anfang 1778 von Mannheim nach München verlegen. Er verließ Mannheim nur widerwillig und nahm in München sogleich ältere Tauschpläne mit Österreich wieder auf, wonach ganz Bayern gegen die Österreichischen Niederlande getauscht und ein wittelsbachisches Königreich am Mittel- und Niederrhein mit den Hauptorten Brüssel, Düsseldorf und Mannheim geschaffen werden sollte. Kaiser Joseph II. ließ bereits Truppen in die Oberpfalz und Niederbayern einmarschieren. Doch scheiterte das bayerisch-österreichische Projekt am Widerstand der Pfalz-Zweibrückener Agnaten und des Preußenkönigs Friedrichs des Großen, die im Bayerischen Erbfolgekrieg und im nachfolgenden Frieden von Teschen 1779 erreichten, dass die Grenzen Bayerns festgelegt und die in den Hausverträgen geregelte Erbfolge der Wittelsbacher Linien bestätigt wurden. Ein Wiederbeleben des Tauschprojekts wurde 1785 durch einen Zusammenschluss deutscher Fürsten, den Fürstenbund, verhindert.
Da Karl Theodor keinen sukzessionsfähigen Nachfolger besaß, ging es ihm in der Münchner Regierungszeit auch um die Nachfolgefrage im Kurfürstentum. Nachdem sein einziger legitimer Sohn aus der 1742 mit seiner Cousine Elisabeth Auguste von Pfalz-Sulzbach geschlossenen Ehe nach der Geburt 1761 gestorben war, er die Nachfolge der Pfalz-Zweibrückener Neffen jedoch verhindern wollte, erwog er unmittelbar nach dem Ableben seiner in der Pfalz lebenden Gemahlin am 17. August 1794 eine neuerliche Heirat und zwar mit einer Prinzessin aus dem Hause Habsburg. Sie sollte ihm den ersehnten Thronerben schenken und den Einfluss des Kaiserhauses am bayerischen Hof im Sinn der Wiederbelebung der Tauschpläne stärken. Kaiser Franz II. erwählte als Braut seine Mailänder Cousine Maria Leopoldine, deren Erscheinungsbild und Erziehung sehr gelobt wurden. Es bedurfte einiger Überredungskunst, um das junge, gerade 18 Jahre alt gewordene Mädchen von den Vorteilen der Ehe mit dem 70-jährigen, gesundheitlich angeschlagenen bayerischen Kurfürsten zu überzeugen. Nachdem der Ehevertrag, der in Wien ausgefertigt wurde, in Mailand eintraf, wurde die Hochzeitszeremonie auf halbem Weg zwischen Mailand und München in Innsbruck am 15. Februar 1795 im Beisein der Brauteltern gefeiert.

## Kurfürstin von Bayern 1795–1799
Maria Leopoldine, die schon beim ersten Anblick ihres greisen Bräutigams ausgerufen haben soll: Gottlob, dass er schon so alt ist, distanzierte sich rasch von ihm und stellte klar, dass mit Nachkommen aus ihrer Verbindung nicht gerechnet werden könne. Ihre Verweigerung sorgte für Aufruhr in diplomatischen Kreisen, war doch das eheliche Einvernehmen des bayerischen Kurfürstenpaares eine Frage von politischem Gewicht. Die österreichisch-bayerischen Hoffnungen auf kurfürstliche Sukzession erfüllten sich nicht. Während der vierjährigen Ehe brüskierte Maria Leopoldine ihren Ehegemahl immer wieder, auch in der Öffentlichkeit. Mit dem neuen Herzog von Pfalz-Zweibrücken Maximilian Joseph, der nach dem plötzlichen Tod seines Bruders, Herzog Karl II. August von Pfalz-Zweibrücken, im April 1795 seinen Antrittsbesuch in München absolvierte, pflegte sie vertraulichen Umgang und stellte ihm – entgegen den Interessen ihres Gemahls – den bayerischen Kurfürstenthron in Aussicht.
Am 12. Februar 1799 erlitt Karl Theodor einen Schlaganfall, an dem er vier Tage später am 16. Februar verstarb. Während dieser Zeitspanne ebnete Maria Leopoldine dem Pfalz-Zweibrückener Herzog die Herrschaftsübernahme, indem sie ihn in einem Handschreiben umgehend über die Agonie des Kurfürsten informierte, die protokollarische Frage nach einer Schwangerschaft wahrheitsgemäß verneinte und schließlich dem österreichischen Abgesandten den Zutritt zum Krankenbett verwehrte, als dieser dem sterbenden Kurfürsten noch in einem letzten lichten Augenblick die Unterschrift zu einem neuen Tauschvertrag abringen wollte. Aufgrund dieses tatkräftigen Eingreifens lebte sie als Retterin des Wittelsbacher Thrones in der Erinnerung des bayerischen Königshauses fort. König Ludwig I. von Bayern dankte ihr 1845 anlässlich ihres 50-jährigen Jubiläums in München dafür, dass Wittelsbacher noch in Bayern herrschen.

## Leben als Kurfürstenwitwe

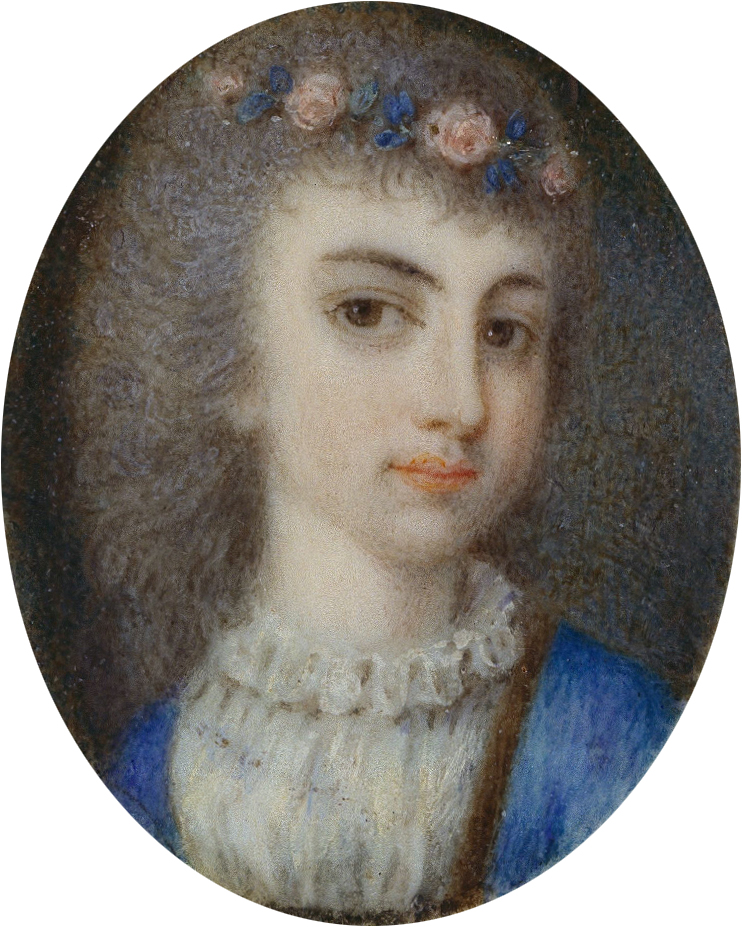
Maria Leopoldine von Österreich-Este, Kurfürstenwitwe von Bayern

Am 12. März 1799 zog der neue Kurfürst Max IV. Joseph, ab 1806 König Max I. Joseph, unter dem Jubel der Bevölkerung in die bayerische Hauptstadt ein. Maria Leopoldine beschloss, fortan in Bayern zu bleiben. Der Witwenvertrag, den ihr Vater Erzherzog Ferdinand für sie aushandelte, gestand ihr eine reiche Apanage, eine Wohnung in der Herzog-Max-Burg in München und als Sommersitz Schloss Berg am Starnberger See zu. Bevor sie sich jedoch in ihren neuen Wohnsitzen einrichten konnte, musste sie im Sommer 1799 Bayern verlassen. Im Einvernehmen mit Kaiser Franz von Österreich hielt sich Maria Leopoldine in Laibach auf, wo sie zwei Jahre inkognito lebte und ein Kind zur Welt gebracht haben soll. Über die Einzelheiten ist jedoch nichts bekannt. Im September 1801 kehrte sie nach München zurück. Zur Überraschung des Hofes verzichtete sie auf das ihr zugesprochene Schloss Berg und kaufte stattdessen das kleine, verarmte, eine Tagesreise von München entfernte Landgut Stepperg, westlich von Neuburg an der Donau gelegen.

## Privatleben

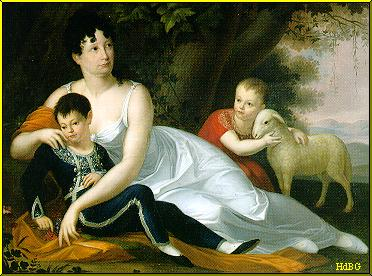
Maria Leopoldine von Österreich-Este, Gräfin von Arco, mit ihren beiden Söhnen Aloys und Maximilian

Maria Leopoldine ging am 14. November 1804 eine zweite Ehe ein mit Ludwig Graf von Arco, der der uradeligen norditalienischen Familie der Grafen Arco entspross (durch Kaiser Sigismund 1413 in den reichsfreien Grafenstand erhoben). Trotz der neuerlichen Verehelichung blieb sie als verwitwete Kurfürstin von Bayern Mitglied des kurfürstlichen, ab 1806 königlichen Hauses und genoss auch weiterhin ihre fürstliche Witwenversorgung. Das Ehepaar unternahm jährliche Familienreisen zu Verwandten nach Italien. 1837 verbrachten sie mit ihrem Sohn Aloys und ihrer Schwiegertochter einen längeren Aufenthalt in Paris.
Maria Leopoldine führte in München ein reges gesellschaftliches Leben. Sie liebte Festlichkeiten und Faschingsbälle ebenso wie den anspruchsvollen Gedankenaustausch. Um Informationen aus erster Hand zu erhalten, suchte sie den Kontakt zu den in München akkreditierten Gesandten, pflegte die tägliche Lektüre der wichtigsten in- und ausländischen Presse, vor allem der französischen Blätter, und unternahm alljährlich Reisen ins Ausland, auf denen sie die Verfassungszustände fremder Staaten an Ort und Stelle studierte. Von diesen Reisen quer durch Europa hinterließ sie umfangreiche Tagebücher und Korrespondenzen, die Einblicke in die Gepflogenheiten und meist beschwerlichen Reiseumstände jener Zeit, darüber hinaus aber auch scharfsinnige Beobachtungen der Mentalitäten und Charaktere der besuchten Länder bieten. König Ludwig I. suchte und schätzte ihren politischen Rat, ebenso wie Diplomaten und bayerische Staatsmänner. Ihr Schwager, Staatsminister Maximilian Joseph Graf von Montgelas, war in seinem Ruhestand ihr täglicher Gast.
Aus der Ehe mit Ludwig Graf Arco gingen drei Kinder hervor, die beiden Söhne Aloys Graf von Arco-Stepperg, genannt Louis, und Maximilian Graf von Arco-Zinneberg sowie die Tochter Caroline (1814–1815), die jedoch nur drei Wochen alt wurde. Die Söhne begründeten später die gräflichen Linien der Grafen Arco-Stepperg und Arco-Zinneberg. Nachdem die 1830 zwischen Aloys und Markgräfin Irene Pallavicini (1811–1877) geschlossene Ehe kinderlos geblieben war, bekam er 1868 noch eine Tochter Sophie (1868–1952) von der Münchner Tänzerin Pauline Oswald (1851–1902), die er 1877 nach dem Tod Irenes heiratete. Mit Sophie, die nach bayerischem Adelsrecht den Titel Arco Gräfin von Stepperg führte und 1890 Ernst Graf Moy de Sons (1860–1922) heiratete, ebenfalls in kinderloser Ehe, starb die Linie Arco-Stepperg aus. Der jüngere, als Adlerjäger berühmt gewordene Max Graf von Arco-Zinneberg, seit 1833 mit Leopoldine Gräfin von Waldburg-Zeil und Trauchburg (1811–1886) verheiratet, hinterließ hingegen mit dreizehn Kindern eine reiche, bis heute fortbestehende Nachkommenschaft.
Maria Leopoldine war als Mutter ebenso dominant und fordernd wie hingebungsvoll und aufopfernd. Beide Söhne profitierten von ihren Geschäftserfolgen; denn sie betrieb ihre Erwerbspolitik immer mehr mit dem Ziel, ihnen eine sichere Stellung zu verschaffen und für sie ein Majorat zu errichten, damit sie in die Kammer der Reichsräte aufgenommen werden konnten. Die jungen Grafen Arco galten später als die reichsten Reichskammerräte Bayerns.

## Geschäftsleben
Maria Leopoldine legte in den Stepperger Jahren mit großem Geschick die Grundlagen ihrer geschäftlichen Existenz, der sie sich ab ca. 1814 von München aus widmete. Anfangs strapazierte sie die Geduld des königlichen Hofes, indem sie Waren auf Dulten und in kleinen Verkaufsläden persönlich feilbot. Diese für Mitglieder des Königshauses unstatthafte Geschäftstätigkeit vor Ort gab sie bald zugunsten größerer Projekte auf, wie dem Erwerb von Gütern und Brauereien, die teilweise aus säkularisiertem Klosterbesitz stammten. Sie erwarb landwirtschaftliche Anwesen in Schwaben, Ober- und Niederbayern sowie bedeutende Brauereien, so zum Beispiel Mattsies, Aham, Biburg, Zinneberg, Höhenrain, Egmating, Höhenkirchen, Brannenburg, die staatlichen Staatsbrauhäuser Freising und Haag in Oberbayern, die Brauerei Kaltenhausen und etliche mehr. Sie hatte sogar den Ehrgeiz, sämtliche bayerischen Staatsbrauereien aufzukaufen, was sie allerdings nicht erreichte. Sie sanierte die Güter und Betriebe und verkaufte sie weiter bzw. behielt einzelne in ihrem Eigentum. In einigen Gütern, zum Beispiel Kaltenhausen führte sie technische Innovationen durch und entwickelte sie zu modernen Großbetrieben. Ihr Immobilienbesitz brachte ihr den Ruf ein, die reichste Frau Bayerns zu sein. Ihren Söhnen schenkte sie zu ihrer jeweiligen Hochzeit Adelspalais im Zentrum Münchens.
In den 1830er Jahren wandte sich Maria Leopoldine dem Wertpapier- und Aktienhandel zu, frei nach dem Motto: um seine Unabhängigkeit wirklich zu genießen, muss man sein Vermögen in seiner Mappe haben und als wahrer Cosmopolit an nichts hängen. Außerdem erschien ihr der Handel mit Portefeuille-Vermögen für die Zukunft interessanter und aussichtsreicher. Bei ihren Börsengeschäften im In- und Ausland bewies sie eine besonders glückliche Hand. 1837 erzielte sie an der Pariser Börse eine Million Gulden mit Eisenbahnaktien.

## Lebensende

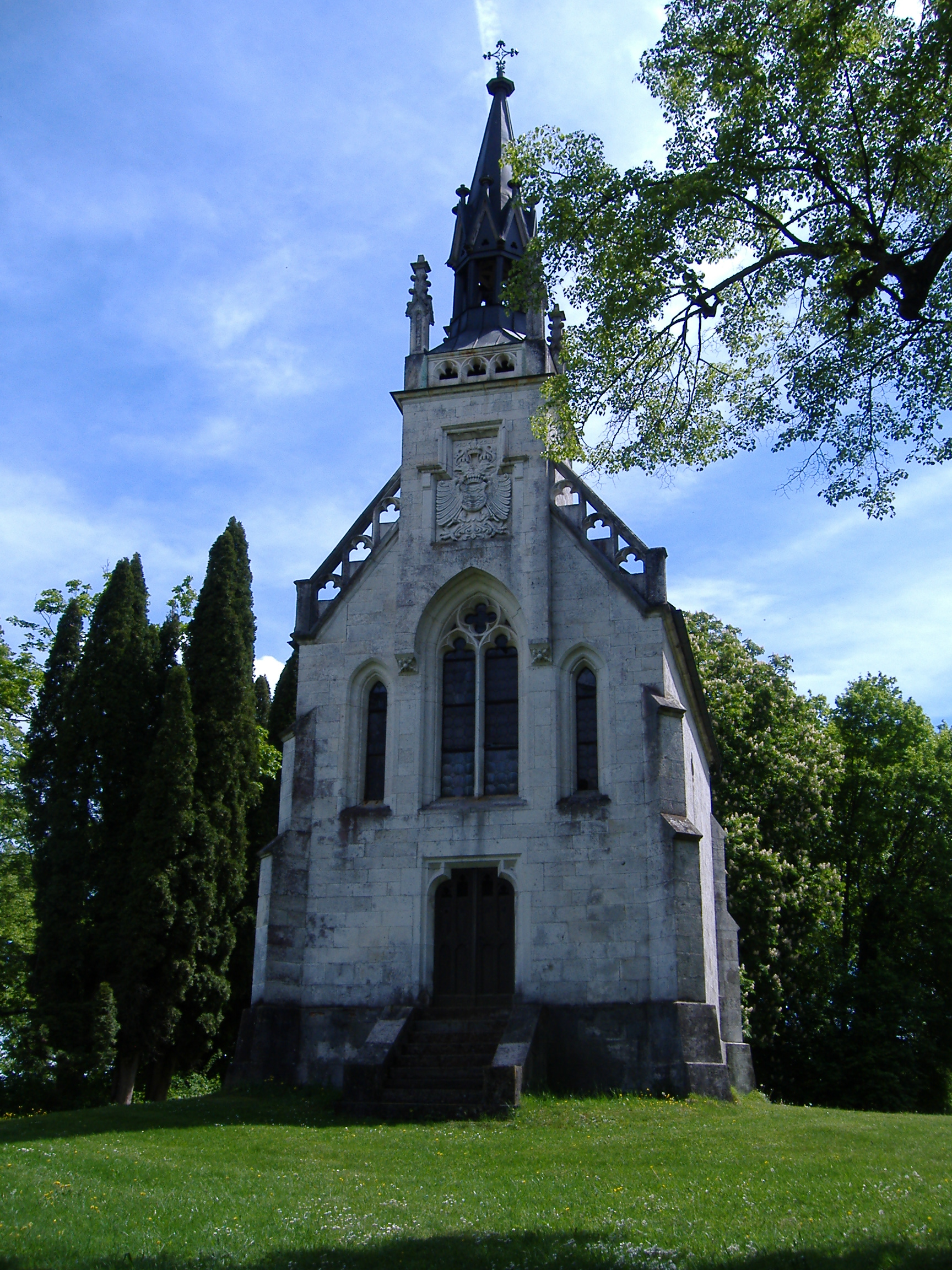
Gruftkapelle für Maria Leopoldine auf dem Antoniberg

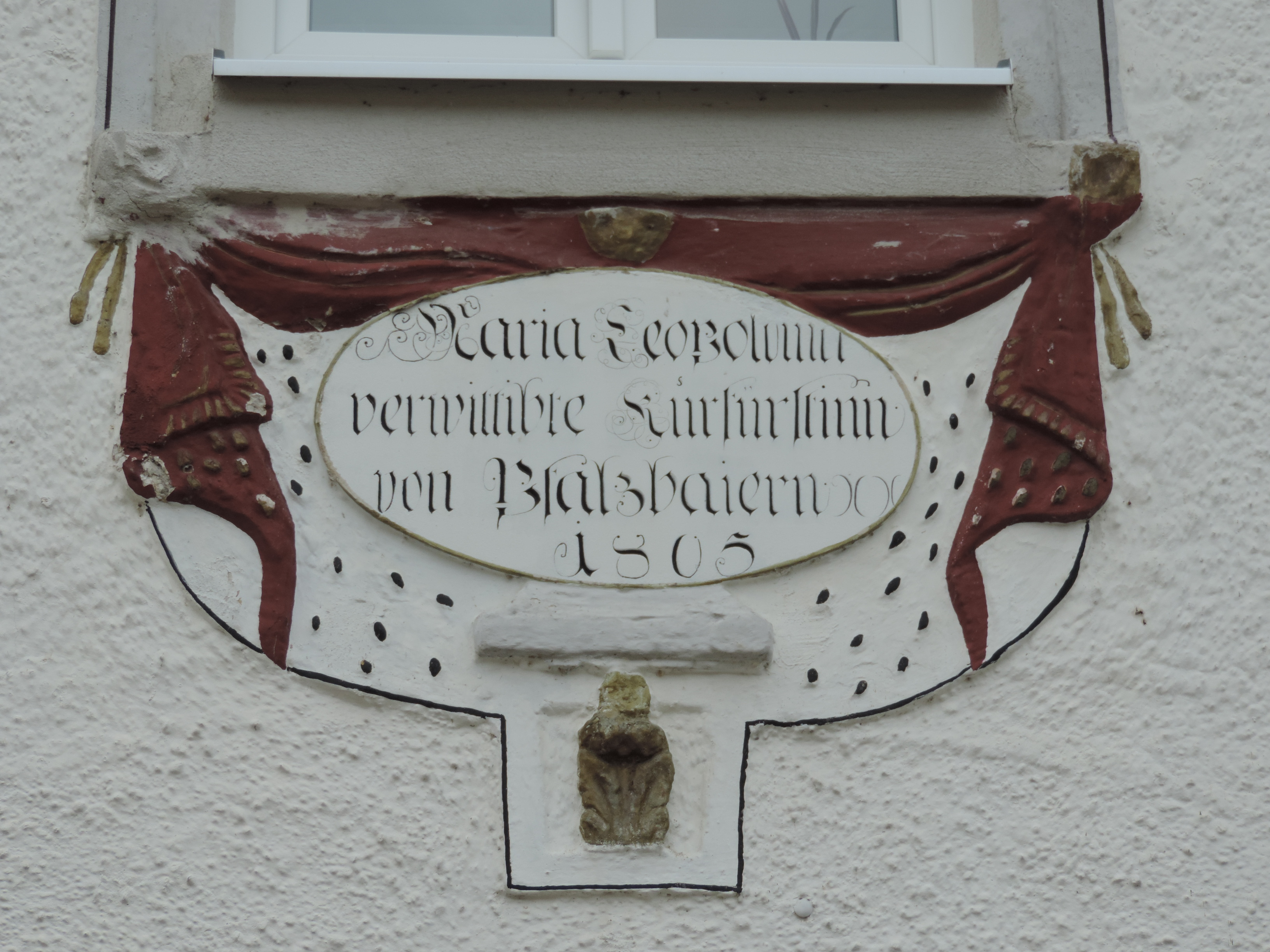
Zur Erinnerung an die Kürfüstin an einem Ökonomiegebäude beim Schloss Steppberg

Am 23. Juni 1848 verunglückte Maria Leopoldine auf einer ihrer Inspektionsreisen in Richtung Salzburg. Am Achatzberg bei Wasserburg am Inn kollidierte ihre Kutsche mit einem entgegenkommenden Fuhrwerk. Sie wurde zwar noch lebend geborgen, brach jedoch kurz darauf tot zusammen.
Sie fand ihre letzte Ruhestätte in der 1852/55 von Ludwig Foltz erbauten Gruftkapelle auf dem St. Antoniusberg in unmittelbarer Nähe ihres Lieblingssitzes Stepperg. An der Stelle ihres tödlichen Unfalls ließen ihre Söhne eine neugotische Gedenksäule aus Granit errichten, die mit dem Allianzwappen von Pfalz-Bayern/Österreich-Este und dem Kurfürstenhut geschmückt ist und die Inschrift trägt: Maria Leopoldine, verwitwete Churfürstin von Bayern, gestorben 23. Juny 1848.

## Persönlichkeit
Maria Leopoldine galt schon unter ihren Zeitgenossen als herausragende Frauenpersönlichkeit. Man muss zu den Stärkeren gehören, stellte sie einmal fest, um die Scheiben zerschlagen zu können und besonders eine große Unabhängigkeit des Vermögens haben und Ehrgeiz, aber unser gutes Land bildet nicht viele Wesen dieser Art heran. Sie selbst erwies sich als solches Wesen, als Kosmopolitin mit scharfem Verstand und weitem Horizont, als Provokateurin mit unabhängigem, unbestechlichem Urteil und unkonventionellem Habitus. Diese Charaktereigenschaften waren gepaart mit einem dynamischen Unternehmungsgeist und einem lebenslustigen, geselligen Lebensstil. Maria Leopoldine antizipierte in ihrer Biographie viele Forderungen und Errungenschaften der Frauenbewegung des späten 19. Jahrhunderts. Der Historiker Heinz Gollwitzer bezeichnet sie als frühes Beispiel von Frauenemanzipation in höchstgestellten Kreisen.

## Nachkommen
- Aloys Nikolaus Ambros, gen. Louis (1808–1891), Graf von Arco-Stepperg

⚭ 1830 Markgräfin Irene Pallavicini (1811–1877), kinderlos
⚭ 1877 Pauline Oswald (1851–1902)
Kinder:
Sophie (1868–1952) ⚭ Ernst Graf Moy de Sons (1860–1922), kinderlos
- Maximilian Joseph Bernhard (1811–1885), Graf von Arco-Zinneberg

⚭ Gräfin Leopoldine von Waldburg zu Zeil und Trauchburg (1811–1886)
Kinder:
Marie (1834–1892) ⚭ 1856 Karl Graf zu Leiningen-Billigheim (1823–1900)
Therese (1835–1906) ⚭ 1854 Maximilian Graf von Loë zu Wissen (1817–1879)
Sophie (1836–1909) ⚭ 1860 Franz Erbgraf zu Waldburg-Wolfegg (1833–1906)
Helene (1837–1897) ⚭ 1856 Heinrich Frhr. von und zu Franckenstein (1826–1883)
Ludwig (1840–1882) ⚭ 1872 Adolfine Gräfin von Schaesberg (1854–1874), ⚭ 1879 Prinzessin Josephine von Lobkowicz (1853–1898)
Karl (1841–1873) ⚭ 1867 Mathilde Gräfin von Wolff Metternich (1840–1925)
Irene Maria Elisabetha (1842–1917) ⚭ 1861 Friedrich Graf von Oberndorff (1829–1913)
Anna (1844–1927) ⚭ 1866 Alfred Graf Stolberg zu Stolberg (1835–1880)
Mechtild (1845–1874) ⚭ 1868 Ferdinand Graf von Bissingen-Nippenburg (1837–1919)
Nikola (1848–1870)
Maximilian (1850–1916) ⚭ 1875 Olga Freiin von Werther (1853–1937)
Franz (1851–1914)
Christiane (1852–1923) ⚭ 1878 Konrad Graf von Preysing-Lichtenegg-Moos (1843–1903)
- Caroline (1814–1815), Gräfin von Arco